# Villano Villani

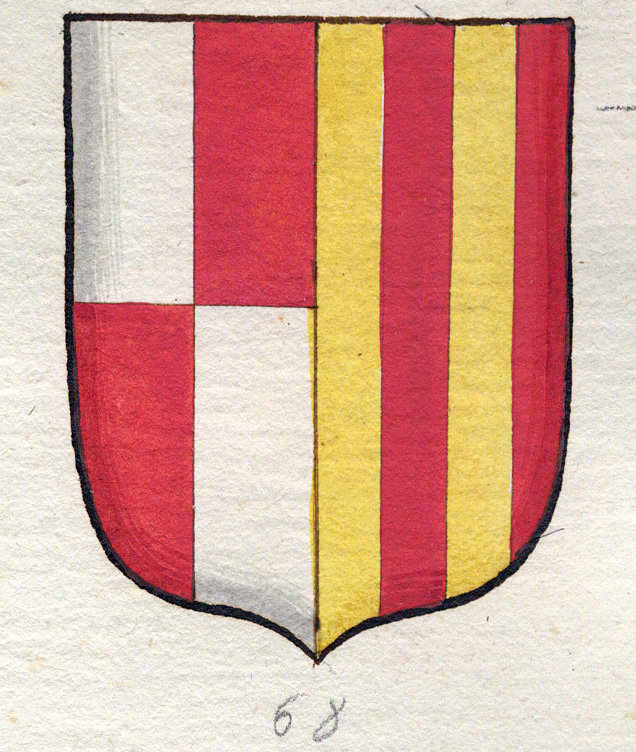
Stemma Gaetani di Pisa

Villano Villani o Gaetani (Pisa, ... – 15 agosto 1175) è stato un cardinale e arcivescovo cattolico italiano.

## Biografia
Villano nacque a Pisa agli inizi del XII secolo, figlio di Gherardo della potente famiglia dei nobili Gaetani. Quasi nulla si sa dei primi anni della sua vita, finché non venne eletto arcivescovo di Pisa sul finire del 1145, apparendo la prima volta come consacrato il 29 maggio 1146.
Papa Eugenio III lo nominò giudice della disputa tra i canonici del Capitolo pisano e i monaci di San Lussorio riguardo al possesso del bosco di Tombolo, di quella occorsa tra il vescovo di Sulcis Aimone e l'abate di Montecassino Rainaldo II, nonché di quella creatasi fra l'arciprete di Torres e il monastero vicino di Santa Maria di Tergu.
Anche Alessandro III usufruì della capacità diplomatica del prelato, ad esempio nella contesa fra il monastero di San Saturnino e il vescovo di Cagliari Bonato. Seguì lo stesso pontefice durante il suo viaggio in Francia. Nel 1155 risolse la questione del giuspatronato della chiesa di San Cristofano di Colignola, creatasi tra l'abate di San Michele in Borgo di Pisa e il pievano di Santa Giulia di Caprona.
Sotto la sua guida l'arcivescovado e lo stesso Comune di Pisa ottennero concessioni in terre lontane, come Antiochia, Laodicea e Joppe. Nel 1154 fondò lo Spedale di San Leonardo di Stagno, donandogli successivamente alcuni appezzamenti della tenuta di Tombolo.
Nel 1167 l'antipapa Pasquale III, sostenuto dall'Imperatore Federico Barbarossa, si recò a Pisa, città tradizionalmente ghibellina. Villano non volle riconoscere l'autorità di Pasquale e fu costretto all'esilio. In sua vece venne eletto arcivescovo un canonico pisano, Benincasa, che rimase in carica, seppur malvisto da parte del clero e del popolo, fino alla sua morte avvenuta nel 1170. Villano, che nel frattempo si diceva avesse vissuto nelle isole di Gorgona, Capraia e Montecristo, fece ritorno nella città di Pisa poco dopo. A memoria dell'esilio fece erigere un monumento nel 1172.
Morì nel 1175, per alcune fonti il 15 agosto, per altre dopo il 23 ottobre. Il suo nome, Villanus Villani, è il primo a comparire nella lista dei vescovi pisani scolpita su due lapidi murate nel chiostro del palazzo dell'Arcivescovado della città toscana.

## Successione apostolica
La successione apostolica è:
- Vescovo Raniri Porrini (1161)